# پنتیلس
پنتیلس (به اسپانیایی: Pontils) یک شهرستان در اسپانیا است که در کاتالونیا واقع شده‌است.